# Dihidrofolatna sintaza
Dihidrofolatna sintaza (EC 6.3.2.12, dihidrofolatna sintetaza, 7,8-dihidrofolatna sintetaza, H2-folatna sintetaza, 7,8-dihidropteroat:-glutamatna ligaza (ADP), dihidrofolatna sintetaza-folilpoliglutamatna sintetaza, folilpoli-(gama-glutamat) sintetaza-dihidrofolat sintaza, FHFS, FHFS/FPGS, dihidropteroat:-glutamat ligaza (formira ADP), DHFS) je enzim sa sistematskim imenom 7,8-dihidropteroat:-glutamat ligaza (formira ADP). Ovaj enzim katalizuje sledeću hemijsku reakciju
ATP + 7,8-dihidropteroat + L-glutamat {\displaystyle \rightleftharpoons } ADP + fosfat + 7,8-dihidropteroilglutamat
U pojedinim bakterijama, isti protein katalizuje reakcije ovog enzima i enzima EC 6.3.2.17.

## Literatura
- Nicholas C. Price; Lewis Stevens (1999). Fundamentals of Enzymology: The Cell and Molecular Biology of Catalytic Proteins (Third изд.). USA: Oxford University Press. ISBN 019850229X.
- Eric J. Toone (2006). Advances in Enzymology and Related Areas of Molecular Biology, Protein Evolution (Volume 75 изд.). Wiley-Interscience. ISBN 0471205036.
- Branden C; Tooze J. Introduction to Protein Structure. New York, NY: Garland Publishing. ISBN 0-8153-2305-0.
- Irwin H. Segel. Enzyme Kinetics: Behavior and Analysis of Rapid Equilibrium and Steady-State Enzyme Systems (Book 44 изд.). Wiley Classics Library. ISBN 0471303097.

## Spoljašnje veze
- Dihydrofolate+synthase на 